# Одоє
Одоє (пол. Odoje, нім. Odoyen) — село в Польщі, у гміні Ожиш Піського повіту Вармінсько-Мазурського воєводства.
Населення — 142 особи (2011).
У 1975-1998 роках село належало до Сувальського воєводства.

## Демографія
Демографічна структура станом на 31 березня 2011 року:
|          | Загалом | Допрацездатний вік | Працездатний вік | Постпрацездатний вік |
| -------- | ------- | ------------------ | ---------------- | -------------------- |
| Чоловіки | 80      | 16                 | 56               | 8                    |
| Жінки    | 62      | 9                  | 34               | 19                   |
| Разом    | 142     | 25                 | 90               | 27                   |